# Кожухотрубный теплообменник
Кожухотрубный (кожухотрубчатый) теплообменник относится к теплообменникам, в котором поверхность теплообмена между двумя потоками сформирована из труб, заключённых в кожух, а теплообмен осуществляется через поверхность этих труб.

## История
Кожухотрубный теплообменник считается самым распространенным видом из существующих в настоящее время. Впервые подобные устройства были разработаны в начале 20 века. Их появление было обусловлено тем, что тепловым станциям потребовались теплообменники с высокими показателями теплообмена и возможностью функционировать при высоком давлении. В дальнейшем такое оборудование начали применять при создании испарителей и нагревателей и в нефтяной промышленности.
Сегодня кожухотрубные теплообменники нашли свое активное применение как в промышленности, так и в бытовых условиях.

## Устройство и принцип работы
В кожухотрубном теплообменнике один из теплоносителей движется по трубам (трубное пространство), другой — в межтрубном пространстве. При этом теплота от более нагретого теплоносителя через поверхность стенок труб передаётся менее нагретому теплоносителю. Чаще всего предусмотрено противоположное направление движения теплоносителей, способствующее наиболее эффективному теплообмену.
Составными элементами конструкции кожухотрубного теплообменника являются:
- пучок труб, который размещен в собственной камере и закрепленный на трубной решётке
- кожух, представляющий собой камеру с трубными решётками
- входные и выходные отверстия в камеру
- отвод для дренажа жидкости из межтрубного пространства
- перегородки

## Виды
Применяются следующие виды теплообменников:
- c температурным кожуховым компенсатором - имеют компенсатор теплового расширения кожуха. Рассчитаны на небольшие давления в межтрубном пространстве.
- c неподвижными трубками (жёсткой конструкции) - рассчитаны на небольшую разницу температур между средами в трубном и межтрубном пространствах. При большой разнице температур или при большом количестве циклов работы возможно разрушение (в том числе усталостное при цикличности нагрузок) трубок, или кожуха, из-за достижения больших значений напряжений растяжения (сжатия) и/или большом количестве циклов изменения температуры.
- c разборной плавающей головкой - рассчитаны на большие разницы температур между средами (возможно свободное тепловое удлинение трубок, благодаря чему в них не создаются напряжения растяжения-сжатия), и предусматривают возможность лёгкой очистки трубного пространства от механических загрязнений за счёт того, что плавающая головка имеет крышку, закреплённую на шпильки, и крепящуюся, соответственно, на фланец. Широко применяются в нефтеперерабатывающей промышленности.
- c U-образными трубками - также возможно свободное тепловое удлинение трубок, потому могут работать при больших разницах температур. Однако, очистка трубок затруднена из-за их неудобной для инструмента формы, из-за чего в трубном пространстве должна протекать чистая среда, не содержащая механических примесей. Такие теплообменники нашли широкое применение в энергетике, и используются, например, в качестве подогревателей высокого и низкого давлений.
- элементные теплообменники
- двухтрубные («труба в трубе») - простейший вид теплообменника. Имеет малый удельный коэффициент теплопередачи, из-за малой удельной площади теплообменной поверхности, однако обладают малым гидродинамическим сопротивлением. Классический и очевидный пример такого теплообменника - холодильник Либиха.

Трубки теплообменника расположены в сердцевине кожуха и оказывают самое непосредственное влияние на скорость движения вещества, а от скорости зависит коэффициент теплопередачи и эффективность теплообменника.

## Достоинства
Кожухотрубные теплообменники выгодно отличаются широким диапазоном рабочих температур, устойчивостью к гидроударам, высокой эффективностью, износостойкостью, долговечностью, ремонтопригодностью, безопасностью эксплуатации, способностью работать в агрессивной среде.

## Недостатки
- Габаритные размеры, чтобы разместить теплообменник, необходимо помещение большой площади.
- Высокая цена.

## Расчет кожухотрубного теплообменника
Для того, чтобы рассчитать площадь кожухотрубного теплообменника, надо воспользоваться формулой: F=Q/(K∆tср).
F — площадь поверхности теплообмена, tср — средняя разность температур между теплоносителями, К — коэффициент теплопередачи, Q — количество теплоты.
Чтобы произвести тепловой расчет кожухотрубного теплообменника, необходимо знать значения следующих параметров:
- максимальный расход греющей воды;
- физические характеристики теплоносителя: вязкость, плотность, теплопроводность, конечная температура, теплоемкость воды при средней температуре.